# Аделіно (Нью-Мексико)
Аделіно (англ. Adelino) — переписна місцевість (CDP) в США, в окрузі Валенсія штату Нью-Мексико. Населення — 735 осіб (2020).

## Географія
Аделіно розташоване за координатами 34°42′24″ пн. ш. 106°43′50″ зх. д. / 34.70667° пн. ш. 106.73056° зх. д. (34.706614, -106.730464).  За даними Бюро перепису населення США в 2010 році переписна місцевість мала площу 7,13 км², уся площа — суходіл.

## Демографія
Згідно з переписом 2010 року, у переписній місцевості мешкали 823 особи в 312 домогосподарствах у складі 224 родин. Густота населення становила 115 осіб/км².  Було 346 помешкань (49/км²).
Расовий склад населення:
| - 78,1 % — білих - 1,3 % — корінних американців - 1,2 % — чорних або афроамериканців - 0,4 % — азіатів - 14,1 % — осіб інших рас |

До двох чи більше рас належало 4,9 %. Частка іспаномовних становила 62,8 % від усіх жителів.
За віковим діапазоном населення розподілялося таким чином: 23,1 % — особи молодші 18 років, 61,8 % — особи у віці 18—64 років, 15,1 % — особи у віці 65 років та старші. Медіана віку мешканця становила 44,1 року. На 100 осіб жіночої статі у переписній місцевості припадало 92,3 чоловіків;  на 100 жінок у віці від 18 років та старших — 90,1 чоловіків також старших 18 років.
Середній дохід на одне домашнє господарство  становив 48 262 долари США (медіана — 45 828), а середній дохід на одну сім'ю — 57 902 долари (медіана — 52 569). За межею бідності перебувало 5,9 % осіб, у тому числі 0,0 % дітей у віці до 18 років та 15,1 % осіб у віці 65 років та старших.
Цивільне працевлаштоване населення становило 301 осіб. Основні галузі зайнятості: роздрібна торгівля — 61,8 %, освіта, охорона здоров'я та соціальна допомога — 17,6 %, будівництво — 12,0 %.